# بن هینچلیف
بن هینچلیف (انگلیسی: Ben Hinchliffe؛ زادهٔ ۹ اکتبر ۱۹۸۷) بازیکن فوتبال اهل بریتانیا است.
از باشگاه‌هایی که در آن بازی کرده‌است می‌توان به باشگاه فوتبال دربی کانتی، باشگاه فوتبال پرستون نورث اند، باشگاه فوتبال فایلد، باشگاه فوتبال کندال تاون، باشگاه فوتبال ترانمره راورز، باشگاه فوتبال استوک‌پورت کانتی، باشگاه فوتبال آکسفورد یونایتد، باشگاه فوتبال بامبر بریج، باشگاه فوتبال ووستر سیتی، و باشگاه فوتبال نورتویچ ویکتوریا اشاره کرد.